# 6 de març
El 6 de març és el seixanta-cinquè dia de l'any del calendari gregorià i el seixanta-sisè en els anys de traspàs. Queden 300 dies per finalitzar l'any.

## Esdeveniments
Països Catalans
- 1523, Palma, Mallorca: després de la capitulació de la ciutat, les forces reialistes empresonen Joanot Colom al castell de Bellver, el qual, com a cap de les Germanies de Mallorca, havia dirigit la resistència de la ciutat; fou mort el 3 de juny.[1]
- 1926, Barcelona: Per ordre governamental és destituïda la Junta del Col·legi d'Advocats de Barcelona pel fet de publicar una llista en català.
- 1997, Badalona, Barcelonès: Neixen els Castellers de Badalona.

Resta del món
- 12 aC, Roma, Imperi Romà: August és nomenat Pontifex Maximus, títol més important de la religió romana.[2]
- 1447, Roma, Estats Pontificis: és elegit el papa Nicolau V
- 1460, Alcaçovas, Portugal: se signa el Tractat d'Alcaçovas pel qual Portugal cedeix les Illes Canàries a Castella com a intercanvi pels ajuts a l'Oest d'Àfrica.
- 1665, Londres (Anglaterra): comença a publicar-se a Philosophical transactions, revista científica de la Royal Society encara viva i, per tant, la revista científica més antiga del món.
- 1836, San Antonio, Texas: els mexicans, comandats pel seu president, Antonio López de Santa Anna, ocupen la ciutat durant el setge d'El Álamo, en la guerra d'independència de Texas, en una batalla en què tots els defensors menys dues persones van morir.
- 1853, Venècia, Regne Llombardovènet: s'estrena l'òpera La Traviata, de Giuseppe Verdi.
- 1957: Ghana assoleix la independència. Va deixar de ser la Costa d'Or, una de les colònies britàniques És el primer país de l'Àfrica subsahariana que assoleix la independència.
- 1869, Imperi Rus: Dmitri Mendeléiev presenta la seva primera taula periòdica a la Societat Química de Rússia.
- 1899, Bayer registra l'aspirina com una marca comercial.
- 1940, Estats Units: es produeix la primera aparició del personatge de ficció Robin, el company juvenil de Batman al nº38 de Detective Comics, creat per Bob Kane, Bill Finger i Jerry Robinson.
- 1953, Unió Soviètica: Gueorgui Malenkov succeeix a Stalin al capdavant del govern soviètic.
- 1964, Atenes, Grècia)ː Constantí II és coronat rei de Grècia.
- 1980, París: l'Acadèmia Francesa anuncia que ha escollit Marguerite Yourcenar nova membre de l'acadèmia, i la primera dona.[3]
- 1983, Alemanya: en les Eleccions federals alemanyes els ecologistes alemanys obtenen per primer cop representació en el Bundestag.
- 1992 - El virus d'ordinador 'Michelangelo' comença a infectar màquines.
- 1997, Londres: roben el quadre Tete de Femme, de Picasso, de la London Gallery, i és recuperat una setmana després.
- 2004, Xina: la Xina reconeix el dret a la propietat privada.

## Naixements
Països Catalans
- 1493 - València: Joan Lluís Vives i March, humanista i filòsof.
- 1786 - Barcelona, Reus o Fulleda: Agustina d'Aragó, heroica defensora de Saragossa contra els francesos a la Guerra del Francès.[4]
- 1854 - Castelló d'Empúries: Pilar Nouvilas i Garrigolas, pintora catalana.[5]
- 1855 - Barcelona: Joana Valls, modista catalana, una de les més rellevants del tombant del s. XX (m. 1935).[6]
- 1887 - Barcelonaː Consol Pastor Martínez, bibliotecària catalana, de la primera promoció de l'Escola de Bibliotecàries.[7]
- 1902 - l'Ametlla de Mar: Milagros Consarnau i Sabaté, mestra catalana (m. 1981).
- 1918 - Barcelona: Maria Mercader, actriu catalana de cinema i teatre.[8]
- 1920 - Sabadell: Josep Capmany i Casamitjana, bisbe auxiliar de Barcelona.
- 1926 - Cesena, Emília-Romanya: Marietta Alboni, contralt italiana.[9]
- 1927 - Barcelona: Maria Teresa Codina i Mir, mestra i pedagoga.[10]
- 1957 - Manresa: Pilar Parcerisas i Colomer, historiadora i crítica d'art, periodista, curadora d'exposicions independent i guionista.[11]
- 1959 - Alcoi: Francisco José Carrasco Hidalgo, conegut com a Lobo Carrasco, jugador de futbol valencià.
- 1963 - Granollers, Vallès Oriental: Eulàlia Canal i Iglésias, psicòloga de professió, autora de literatura infantil i juvenil, i poetessa.[12]
- 1973 - Onda, Plana Baixa: Carme Juan Verdià, actriu i cantautora valenciana, llicenciada en Art Dramàtic i diplomada en Treball Social.[13]

Resta del món
- 1405, Toro: Joan II de Castella, príncep d'Astúries (1405-1406) i rei de Castella i Lleó (1406-1454).
- 1475, Caprese: Miquel Àngel, escultor, pintor, poeta i arquitecte renaixentista.[14]
- 1514, Florència: Lorenza Strozzi, compositora, escriptora i religiosa dominica, italiana.[15]
- 1619, París: Cyrano de Bergerac, escriptor francès[16]
- 1716, Ångermanland, Suècia: Pehr Kalm, explorador i botànic finlandès, primer a descriure les Cascades del Niàgara
- 1806, Durham (Anglaterra): Elizabeth Barret Browning, destacada poeta en anglès de l'era victoriana[17]
- 1870, Viena, Àustria: Oscar Straus, compositor austríac d'operetes, ballets i música de pel·lícules[18]
- 1872, 
  - Halstead, Essex: Agnes Morton, tennista britànica que va competir a començaments del segle xx[19]
  - Zvolenská Slatina: Mikuláš Mojžiš, compositor eslovac.
- 1876, Duisburg: Hedda Eulenberg, traductora alemanya.[20]
- 1881, Santander: María Blanchard, pintora cubista espanyola que desenvolupà la seva activitat artística a París[21]
- 1892, Màlaga: Victoria Kent Siano, primera dona advocada a exercir a Espanya[22]
- 1903, Tòquio, Japó: Emperadriu Kōjun, consort de l'emperador Hirohito[23]
- 1904, Bilbao, País Basc: José Antonio Aguirre, polític. Fou el primer Lehendakari escollit l'octubre de 1936
- 1907, Erfurt: Grete Reichardt, artista tèxtil i dissenyadora alemanya, alumna de la Bauhaus (m. 1984).[24]
- 1917, Brooklyn. Nova York, EUA: Will Eisner, dibuixant i guionista de còmics estatunidenc[25]
- 1926, Suwałki, Polònia: Andrzej Wajda, director de cinema de polonès[26]
- 1927, Aracataca: Gabriel García Márquez, escriptor i periodista colombià.[27]
- 1937, Bolxoie Màslennikovo: Valentina Tereixkova, cosmonauta, enginyera, militar i política russa.[28]
- 1940, Carcassona, França: Claudi Martí, cantautor i un dels màxims exponents de la Nova Cançó occitana.[29]
- 1942, Moscou: Svetlana Gànnuixkina, matemàtica i activista pels drets humans russa.[30]
- 1944:
  - Gisborne, Nova Zelanda: Kiri Te Kanawa, la més famosa soprano neozelandesa.[31]
  - Greenville, Mississipi (EUA): Mary Wilson, cantant estatunidenca, cofundadora i membre de The Supremes (m. 2021).[32]
- 1946, Cambridge, Anglaterra: David Gilmour, guitarrista, cantant i compositor del grup de rock progressiu Pink Floyd.
- 1949, Groningen: Henk Ebbinge, futbolista neerlandès que jugava en la demarcació de migcampista.
- 1953, Bronx, Estat de Nova York, U.S.: Carolyn Porco, científica planetària americana.[33]
- 1954, Nanjing, Jiangsu, Xina: Wang Anyi, escriptora xinesa, Premi Mao Dun de Literatura de l'any 2000.[34]
- 1963, Ribadavia, província d'Ourense: Ángela Rodicio, periodista gallega.[35]
- 1965, Moscou, Rússia: Marina Tchebourkina, organista i musicòloga amb nacionalitat francesa i russa, doctora en ciències de les arts.
- 1967, Lastrupː Özlem Türeci, metgessa, immunòloga i empresària alemanya, que desenvolupà la vacuna Pfizer contra el Covid-19.[36]
- 1968, Queens, (Nova York, EUA: Moira Kelly, actriu estatunidenca.
- 1972, Nova Jersey: Shaquille O'Neal, jugador de bàsquet.
- 1977, Guadix: Paquillo Fernández, atleta espanyol.
- 1987, Berlín, Alemanya Occidental)ː Kevin-Prince Boateng, futbolista ghanès.
- 1988, Vänersborg, Suècia)ː Agnes Carlsson, cantant.
- 1990, Madrid: Clara Lago, actriu de cinema, teatre i televisió madrilenya.[37]

## Necrològiques
Països Catalans
- 1610 - Roma, Itàlia: Benet Perera, filòsof, lingüista i teòleg i exegeta valencià.
- 1924 - Barcelona: August Font i Carreras, arquitecte català.
- 1934 - Barcelona: Concepció Ginot i Riera, pianista, professora de música i compositora catalana.[38]
- 1963 - Bellaterra, Vallès Occidental: Joan Vila Puig, pintor paisatgista català.
- 2006 - Igualada: Maria del Rio i Montfort, professora de música, directora de coral i compositora igualadina.[39]
- 2016 - Barcelona: Joaquín Yarza Luaces, historiador de l'art especialitzat en medieval, catedràtic a la Universitat Autònoma de Barcelona.
- 2022 - Tiana: Pau Riba i Romeva, músic, compositor i escriptor català (n. 1948).

Resta del món
- 1052, Winchester, Anglaterra: Emma de Normandia, reina consort d'Anglaterra i, després, de Dinamarca
- 1616, Londres: Francis Beaumont, actor i dramaturg anglès del teatre elisabetià, conegut sobretot per haver escrit peces teatrals en col·laboració amb John Fletcher[40]
- 1851, Copenhaguen: Emma Hartmann, compositora danesa que va fer servir el pseudònim Frederick H. Palmer[41]

- 1888, Boston, EUA: Louisa May Alcott, escriptora estatunidenca, reconeguda per la novel·la Donetes.[42]
- 1895, Kristiania: Camilla Collett, escriptora noruega introductora del realisme i primera intel·lectual feminista del país[43]
- 1918, Londres, Anglaterra: John Redmond, advocat i polític irlandès[44]
- 1919: Gialdino Gialdini, compositor italià.
- 1927, Londres: Marie Spartali Stillman, pintora prerafaelita britànica, per a molts la millor artista d'aquest moviment[45]
- 1950, París, França: Albert Lebrun, enginyer, 15è president de la República Francesa, 14è de la Tercera República[46]
- 1965, Hollywood: Margaret Dumont, actriu còmica nord-americana que va fer cine amb els germans Marx[47]
- 1967
  - Miami Beach, Florida, Estats Units: Nelson Eddy, cantant d'òpera i actor estatunidenc.
  - Budapest, Hongria: Zoltán Kodály, compositor, etnomusicòleg i pedagog musical hongarès[48]
- 1973, Danby, Vermont: Pearl S. Buck, escriptora nord-americana, Premi Nobel de Literatura 1938[49]
- 1986, Santa Fe (Nou Mèxic), EUA: Georgia O'Keeffe, pintora estatunidenca d'art abstracte.[50]
- 1992, París: Maria Helena Vieira da Silva, pintora portuguesa que va desenvolupar la seva carrera a França[51]
- 1994:
  - Tiblisi o Kutaisi, Geòrgia: Tenguiz Abuladze, director de cinema
  - Nova York, Estats Units: Melina Merkuri, actriu, cantant i política grega.[52]
- 2004, Madrid, Espanya: Fernando Lázaro Carreter, filòleg espanyol.
- 2005: 
  - Ithaca, Nova York, EUA: Hans Bethe, físic alemany, Premi Nobel de Física de l'any 1967[53]
  - New Haven, Connecticut: Teresa Wright, actriu de cinema estatunidenca[54]
- 2006, Nova York, Estats Units: Dana Reeve, actriu i cantant, es va fer famosa per defensar fins a la seva mort el seu marit, l'actor Christopher Reeve conegut pel paper de Superman.[55]
- 2007, Madrid, Espanya: José Luis Coll, humorista espanyol.[56]
- 2009, Brussel·les, Bèlgica: Henri Pousseur, compositor, professor i teòric de música[18]
- 2016, Bel-Air (Los Angeles): Nancy Reagan, advocada, actriu i primera dama dels Estats Units de 1981 a 1989[57]
- 2017, Edegem, Bèlgica: Eddy Pauwels fou un ciclista belga que fou professional entre 1958 i 1966.

## Festes i commemoracions
- Onomàstica: sants Basili de Bolonya, bisbe; Ciril de Constantinoble, bisbe; Evagri de Constantinoble, bisbe; Oleguer de Barcelona, bisbe de Barcelona i de Tarragona; Fridolí de Säckingen, abat; santa Coleta de Corbie, reformadora clarissa, fundadora de les clarisses coletines (o clarisses descalces) i dels franciscans coletins; beat Jordà de Pisa.